# 프린지 (드라마)
프린지(Fringe)는 2008년 9월 9일부터 2013년 1월 18일까지 FOX 방송에서 방영했던 드라마이다.

## 출연
- 애나 토브 - 올리비아 던햄
- 조슈아 잭슨 - 피터 비숍
- 존 노블 - 월터 비숍
- 랜스 레딕 - 필립 브로일스
- 재시카 니콜 - 애스트리드 판스워스
- 블레어 브라운 - 니나 샤프
- 커크 아서베이도 - 찰리 프랜시스
- 마크 밸리 - 존 스콧
- 세스 가벨 - 링컨 리